# يوشيكادز كاواشيما
يوشيكادز كاواشيما (باليابانية: 川島 芳和) (مواليد 8 أغسطس 1975)، هو لاعب كرة قدم سابق كان يلعب كلاعب وسط.